# Spinotarsus serrulatus
Spinotarsus serrulatus är en mångfotingart som beskrevs av Kraus 1958. Spinotarsus serrulatus ingår i släktet Spinotarsus och familjen Odontopygidae. Inga underarter finns listade i Catalogue of Life.